# San Pietro al Natisone
San Pietro al Natisone (Friulaans: San Pieri dai Sclavons, Sloveens: Špeter) is een gemeente in de Italiaanse provincie Udine (regio Friuli-Venezia Giulia) en telt 2212 inwoners (31-12-2004). De oppervlakte bedraagt 24,1 km², de bevolkingsdichtheid is 90 inwoners per km². Het gebied rond San Pietro al Natisone ligt van oudsher op de scheidslijn tussen de Friulaans en Sloveense bevolking. Vanwege het groot aantal autochtone Slovenen is de gemeente behalve Italiaans- ook Sloveenstalig.

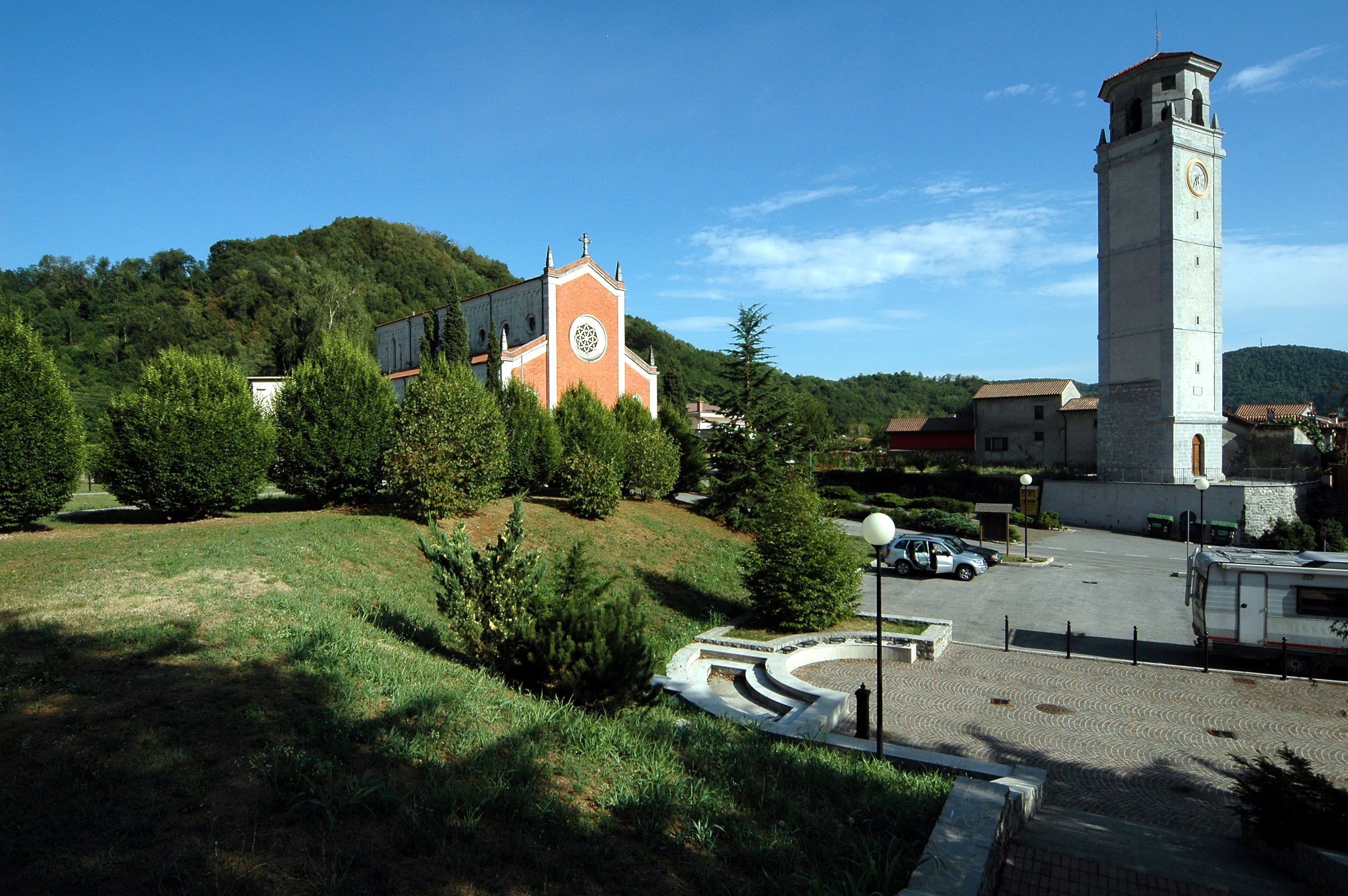
San Pietro al Natisone
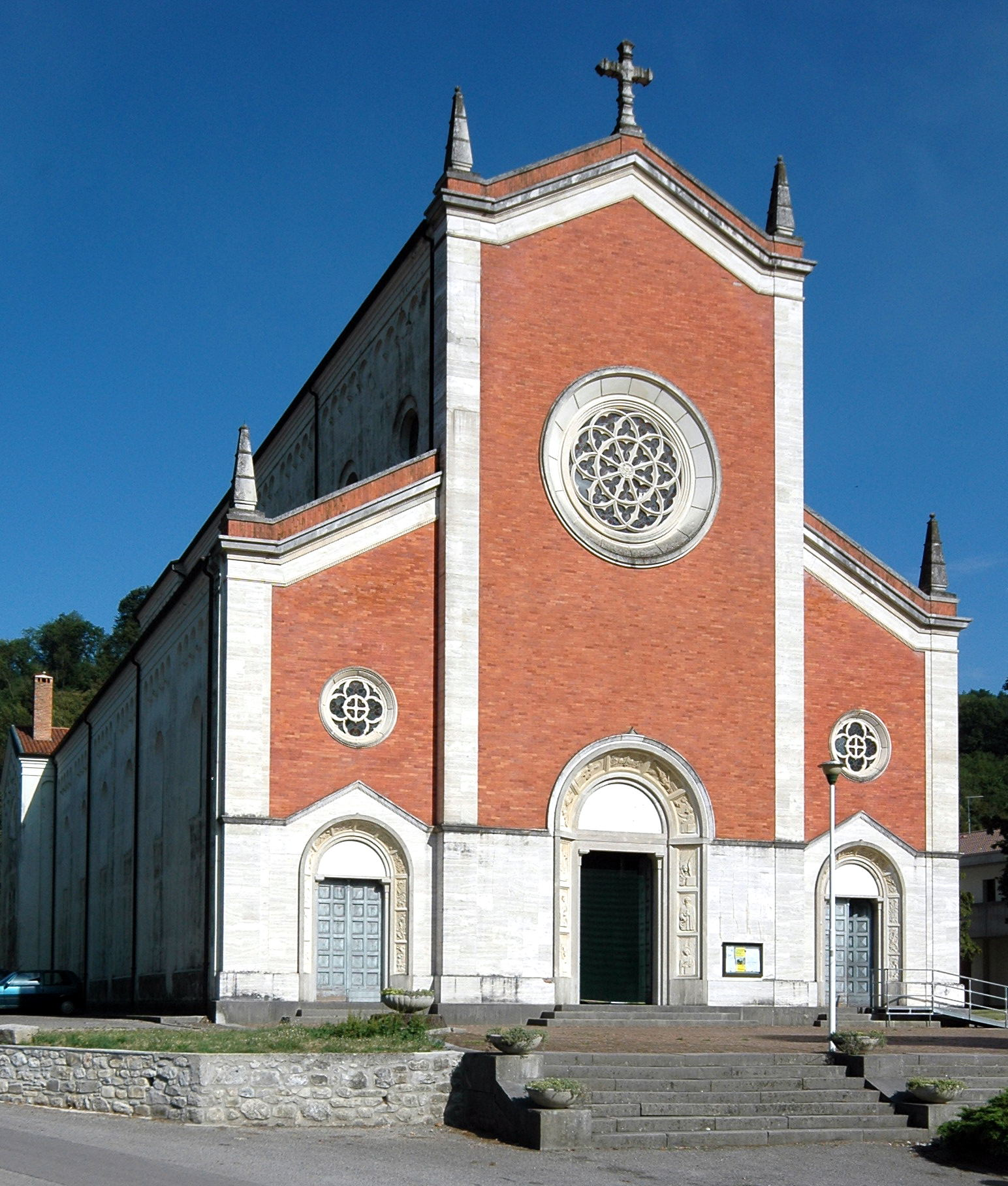
Kerk in San Pietro
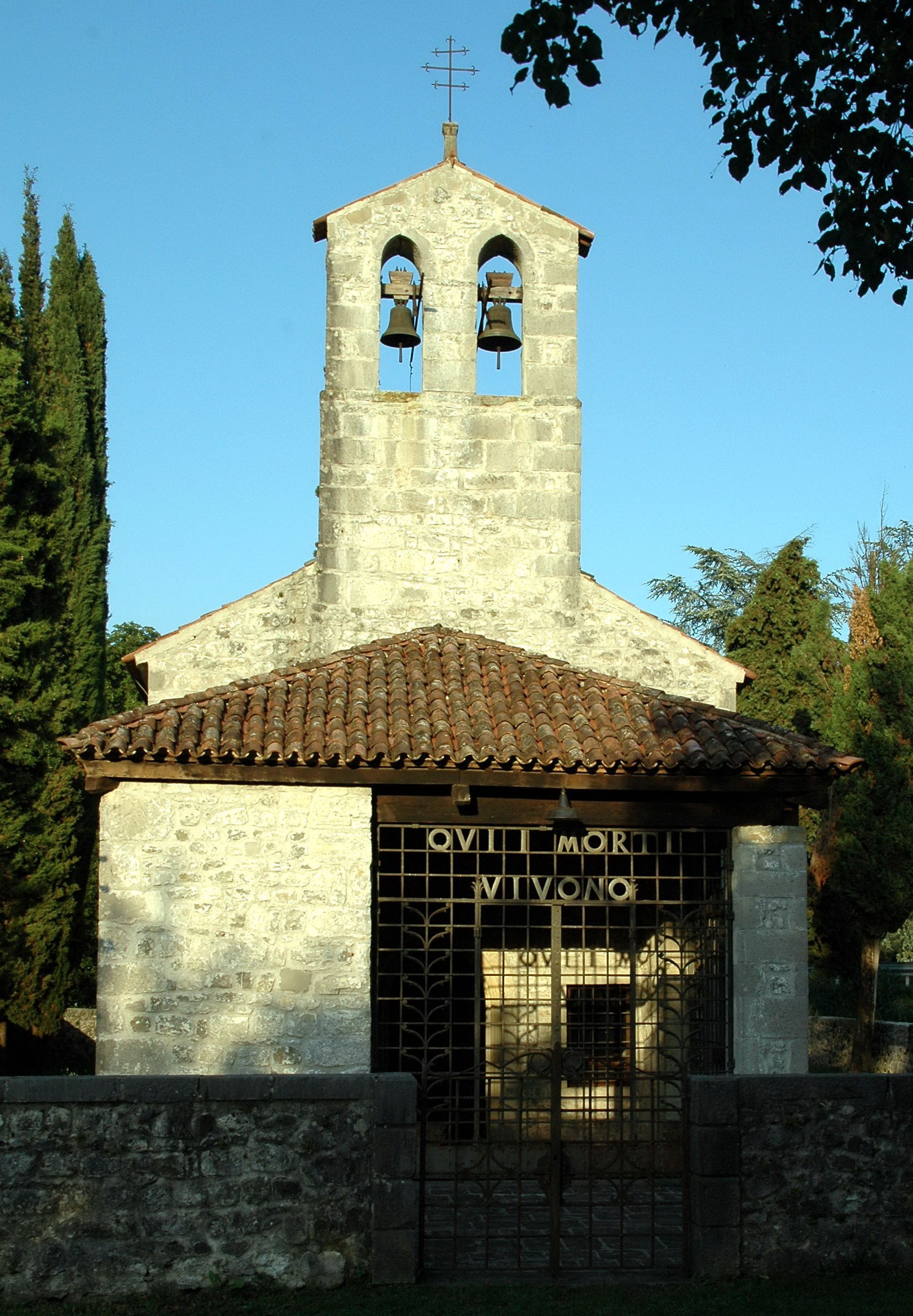
Kerk van San Quirino
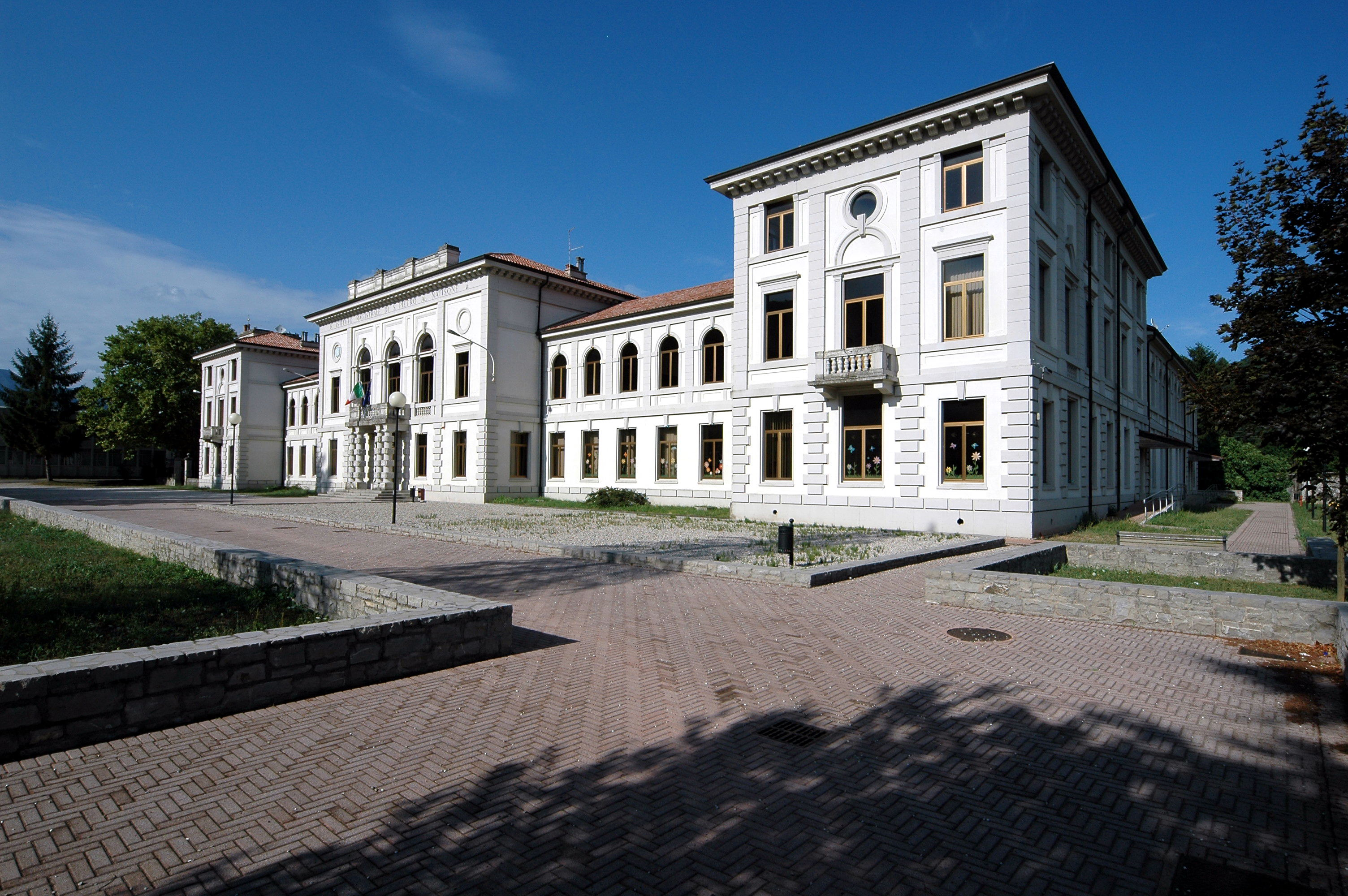
Centrum

## Demografie
San Pietro al Natisone telt ongeveer 941 huishoudens. Het aantal inwoners daalde in de periode 1991-2001 met 0,8% volgens cijfers uit de tienjaarlijkse volkstellingen van ISTAT.
| Jaar | Inwoneraantal |
| ---- | ------------- |
| 1991 | 2173          |
| 2001 | 2155          |

## Geografie
San Pietro al Natisone grenst aan de volgende gemeenten: Cividale del Friuli (Sloveens: Čedad), Prepotto (Sloveens: Praprotno), Pulfero (Sloveens: Podbonesec), San Leonardo (Sloveens: Podutana), Savogna di Cividale (Sloveens: Sovodnja), Torreano (Sloveens: Tovorjana).
Aiello del Friuli · Amaro · Ampezzo · Aquileia · Arta Terme · Artegna · Attimis · Bagnaria Arsa · Basiliano · Bertiolo · Bicinicco · Bordano · Buja · Buttrio · Camino al Tagliamento · Campoformido · Campolongo al Torre · Carlino · Cassacco · Castions di Strada · Cavazzo Carnico · Cercivento · Cervignano del Friuli · Chiopris-Viscone · Chiusaforte · Cividale del Friuli · Codroipo · Colloredo di Monte Albano · Comeglians · Corno di Rosazzo · Coseano · Dignano · Dogna · Drenchia · Enemonzo · Faedis · Fagagna · Fiumicello · Flaibano · Forgaria nel Friuli · Forni Avoltri · Forni di Sopra · Forni di Sotto · Gemona del Friuli · Gonars · Grimacco · Latisana · Lauco · Lestizza · Lignano Sabbiadoro · Lusevera · Magnano in Riviera · Majano · Malborghetto Valbruna · Manzano · Marano Lagunare · Martignacco · Mereto di Tomba · Moggio Udinese · Moimacco · Montenars · Mortegliano · Moruzzo · Muzzana del Turgnano · Nimis · Osoppo · Ovaro · Pagnacco · Palazzolo dello Stella · Palmanova · Paluzza · Pasian di Prato · Paularo · Pavia di Udine · Pocenia · Pontebba · Porpetto · Povoletto · Pozzuolo del Friuli · Pradamano · Prato Carnico · Precenicco · Premariacco · Preone · Prepotto · Pulfero · Ragogna · Ravascletto · Raveo · Reana del Rojale · Remanzacco · Resia · Resiutta · Rigolato · Rive d'Arcano · Rivignano · Ronchis · Ruda · San Daniele del Friuli · San Giorgio di Nogaro · San Giovanni al Natisone · San Leonardo · San Pietro al Natisone · San Vito al Torre · San Vito di Fagagna · Santa Maria la Longa · Sauris · Savogna di Cividale · Sedegliano · Socchieve · Stregna · Sutrio · Taipana · Talmassons · Tapogliano · Tarcento · Tarvisio · Tavagnacco · Teor · Terzo d'Aquileia · Tolmezzo · Torreano · Torviscosa · Trasaghis · Treppo Grande · Treppo Ligosullo · Tricesimo · Trivignano Udinese · Udine · Varmo · Venzone · Verzegnis · Villa Santina · Villa Vicentina · Visco · Zuglio
1. ↑  https://demo.istat.it/?l=it.